# Sant Michèu de Chalhòl
Sant Michèu de Chalhòl (en francès: Saint-Michel-de-Chaillol) és una comuna francesa, situada al departament dels Alts Alps i a la regió de Provença – Alps – Costa Blava.

## Demografia
| 1851                                       | 1962 | 1968 | 1975 | 1982 | 1990 | 1999 | 2006 | 2018 |
| ------------------------------------------ | ---- | ---- | ---- | ---- | ---- | ---- | ---- | ---- |
| 598                                        | 231  | 232  | 253  | 316  | 336  | 301  | 328  | 346  |
| Des de 1962: població sense dobles comptes |      |      |      |      |      |      |      |      |

## Administració
| Període          | Identitat        | Partit |
| ---------------- | ---------------- | ------ |
| abans de 1988- ? | Charles Faure    |        |
| 2001-            | Gérard Blanchard |        |